# Gem Lake
Gem Lake è un comune degli Stati Uniti d'America, situato nello Stato del Minnesota, nella contea di Ramsey.